# Долгая дорога домой (фильм, 2017)
«Долгая дорога домой» — российский полнометражный мистический триллер с элементами драмы 2017 года режиссера Анатолия Пасичника. Экранизация одноименного романа, получившая несколько призов на международных кинофестивалях.

## Сюжет
Искренний фильм о любви, семье и дружбе. Несмотря на мистику, фильм имеет полубиографическое содержание, где реальные события искусно переплетены с вымыслом и наполнены тайной молодого человека по имени Сергей, который живет в провинциальном городке. Работает разнорабочим на стройке со своим другом и  проживает в свои тридцать лет с родителями и младшим братом. Сергей прекрасно осознает то, что в жизни упустил множество возможностей, но со сложившимися обстоятельствами уже давно смирился. Однажды ночью он видит сон, в котором его друга зовёт с собой покойный отец товарища, который умер несколько лет назад. Наутро парень узнает, что друга нашли мертвым. После данного случая Сергея начинают преследовать странные и загадочные события, смысл которых он пытается понять и выяснить значения. Все родные и близкие также оказываются вовлечены в круговорот происходящих событий. Ни Сергей, ни его родные не готовы принять грядущие перемены и вскоре им предстоит узнать истинный смысл нашей непредсказуемой, загадочной, а местами пугающей жизни...

## Слоганы
- «Знаете ли вы, в чем смысл нашей жизни?»
- «История, которая изменит твою жизнь»

## В ролях
| Актёр                | Роль                     |
| -------------------- | ------------------------ |
| Ирина Скуратова      | Мама                     |
| Анатолий Рыбаков     | Отец                     |
| Наталья Тишина       | Анастасия                |
| Анатолий Пасичник    | Сергей                   |
| Дмитрий Швенк        | Владимир                 |
| Евгений Духнов       | Валентин                 |
| Артем Нечепуренко    | Брат                     |
| Евгений Булава       | Женя                     |
| Дмитрий Пасичник     | Андрей                   |
| Гильфан Дохин        | Учитель физики           |
| Юрий Боровсой        | Отец Валентина           |
| Екатерина Транкина   | Мать Валентина           |
| Александр Кислер     | Врач                     |
| Станислав Дементьев  | Ильич                    |
| Роман Мишурин        | Миша                     |
| Андрей Гальцынов     | Отец Анастасии           |
| Валентина Москоленко | Директор школы           |
| Анжела Николаева     | Продавец церковной лавки |

## История создания
Основой для фильма послужила одноименная книга Анатолия Пасичника. Идея написания романа, пришла автору в выпускном классе. До 2011 года он вынашивал и обдумывал структуру будущей книги. В 2011 году Анатолий уехал во Владивосток, где работал судовым врачом. Там он и закончил книгу «Долгая дорога домой», а также написал еще несколько романов. С 2011 по 2012 годы Анатолий провел в морях, работая на траулере РТМС. В этот период было много свободного времени, и он решил экранизировать свою первую книгу. Опыта и знаний в киноиндустрии почти не было, и Анатолий приступил к изучению теории. За этот период он прочёл более 60 книг по кинорежиссуре, актёрскому мастерству, продюсированию и написал сценарий к будущему фильму.
В 2012 году Анатолий перебрался в Новосибирск и решил потренироваться в съемках перед масштабный проектом, сняв свой первый короткометражный фильм «Воспоминания» в 2013 году. Фильм очень впечатлил друзей режиссера, и они согласились помочь ему снять полнометражный художественный фильм "Долгая дорога домой" по его первому роману. Анатолий приступил к подготовительному периоду: были созданы раскадровки ко всему сценарию, проведен кастинг, выбраны локации и места съемок в помещениях и на натуре, подготовлено съемочное оборудование.
Съёмки стартовали в 2014 году. Отдельную и серьезную проблему представляло то, что сценарий содержал несколько сцен со спецэффектами и компьютерной графикой. Они были тщательно проработаны и сняты в первую очередь. На их съемку ушло трое суток. Съемочная группа работала все это время лишь с небольшими перерывами на сон. Далее отдельно снимались сцены сна о вечере встречи. Их пришлось снимать в новогодние праздники, когда помещение было практически пустым. На съемку данных сцен директор школы выделил всего 2 дня.
Основной съемочный процесс проходил летом 2015 года, где было задействовано большое количество актеров и статистов. Некоторые люди приезжали за несколько сотен километров, чтобы принять участие в съемках. Работы предстояло много, и график был напряженным. В этот период тоже не обошлось без трудностей. Лето 2015 года выдалось очень холодным и дождливым, почти каждый день шел дождь, а по сценарию много сцен снималось на улице. Съемочной группе временами буквально приходилось выкраивать по 30-40 минут в периоды, когда не было дождя и оперативно работать.
В общей сложности весь съёмочный период составил 27 дней. После чего на долгие два года фильм ушел в монтажно-тонировочный этап. И в конце 2017 года фильм получил прокатное удостоверение в Министерстве культуры Российской Федерации.

## Маркетинг
Первый трейлер фильма был опубликован в сети 19 января 2017 года. 12 декабря 2018 года был представлен второй трейлер к фильму.

## Саундтрек

### Музыка
Инструментальную музыку для фильма написал Анатолий Пасичник.

| №   | Название                   | Длительность |
| --- | -------------------------- | ------------ |
| 1.  | «Пролог»                   | 1:12         |
| 2.  | «Дорога домой»             | 2:03         |
| 3.  | «Рутина»                   | 3:04         |
| 4.  | «Сон выпускного»           | 2:47         |
| 5.  | «Предчувствие»             | 1:22         |
| 6.  | «Скорбь»                   | 2:11         |
| 7.  | «В дороге»                 | 1:08         |
| 8.  | «Тревога»                  | 1:45         |
| 9.  | «Первая встреча»           | 4:11         |
| 10. | «Вторая встреча»           | 4:25         |
| 11. | «Все изменилось»           | 0:46         |
| 12. | «Жизнь всего лишь иллюзия» | 2:54         |
| 13. | «Сбор спустя годы»         | 1:13         |
| 14. | «Репетиция»                | 1:27         |
| 15. | «Ожидание»                 | 0:20         |
| 16. | «Он ушел...»               | 2:58         |

На международном кинофестивали X-FILMFEST - North Caucasian Film Festival в 2020 году саундтрек одержал победу в номинации «Лучший саундтрек полнометражного фильма».

### Песни
1. «Хранитель» — Анатолий Пасичник
2. «Тяжелая жизнь» — Анатолий Пасичник
3. «Восхождение» — Анатолий Пасичник
4. «Давай подождем» — Анатолий Пасичник
5. «Это жизнь» — Анатолий Пасичник
6. «Мы будем вместе» — Анатолий Пасичник
7. «Крыльев взмах» — Артур Беркут

## Интересные факты
- Фильм снят по мотивам одноименного романа Анатолия Пасичника «Долгая дорога домой».
- Фильм имеет прокатное удостоверение № 211045517
- В финальных титрах звучит песня группы Артур Беркут «Крыльев взмах».
- Многие участники актерского состава приезжали за несколько сотен километров, чтобы принять участие в съемках.
- Роль отца предлагали Евгению Сидихину, но актер не смог принять участие в съемках из-за занятости в других проектах.
- Съемки проходили в Новосибирской области.
- Фильм снят за 27 дней.
- Многие персонажи фильма, как и романа, имеют свои прототипы в реальной жизни. Часть из них сыграли самих себя в фильме, но некоторым, по той или иной причине, не удалось принять участие в съемках.
- Все сцены фильма сняты либо на натуре, либо в реальных помещениях (школа, больница и др.). Для фильма не было сделано ни одной декорации.
- Фильм принял участие более чем в 30 международных кинофестивалях.
- Около 40 % сцен, описанных в фильме, были в реальной жизни. Например, сцена с семьей в машине на трассе и беседа врачей в ординаторской. Режиссер лично присутствовал при этом. Было настолько интересно, что он просто брал клочок бумаги, ручку и начинал записывать все, что видел и слышал. Естественно эти сцены для фильма, пришлось немного переделать под сюжетную линию, но около 75% чистой правды в них однозначно сохранилось.
- Отдельно хотелось бы отметить мистическую сцену сна Сергея, где к его другу Валентину во сне приходит покойный отец и зовет его с собой, а на утро друга находят мертвым (по сюжету он захлебнулся во сне рвотными массами). На самом деле автору книги и режиссеру действительно приснился подобный сон, подробно описанный в книге и фильме. Только в данном сне покойный отец приходил не к его другу и однокласснику, а к парню из соседнего класса школы, где учился режиссер. На следующее утро школьника нашли мертвым на улице зимой (он замерз на улице в состоянии сильного алкогольного опьянения, не дойдя до своего дома). А его отец действительно был мертв до этого уже несколько лет. Хотя до этого Анатолий близко никогда не общался ни с этим парнем, ни с членами его семьи.
- Специально для фильма Анатолий написал несколько песен и музыку к ним.
- Директора школы сыграла директор реальной школы, в которой учился режиссер.
- Сцена вечера встречи выпускников снималась в той самой школе, где учился режиссер.
- Учителя физики сыграл Гильфан Дохин, классный руководитель и учитель режиссера в старших классах, а также близкий друг.

## Кинофестивали и награды

### Награды
- 2018 — 🏆 France Independent Film Festival — победитель в номинации «Лучший полнометражный фильм».
- 2020 — 🏆 Life Style Cinema — победитель в номинации «Лучший полнометражный фильм».
- 2020 — 🏆 SKEY-CINEMA International Film Festival — победитель в номинации «Лучший сценарий».
- 2020 — 🏆 X-FILMFEST — North Caucasian Film Festival — победитель в номинации «Лучший саундтрек»[3].
- 2021 — 🏆 WHITE NIGHTS Film Festival — победитель в номинации «Лучший режиссер»[4].
- 2021 — 🏆 Votkinsk International Film Festival — победитель в номинации «Приз зрительских симпатий»[5].
- 2021 — 🏆 Nadym International Film Festival — победитель в номинации «Лучший режиссер»[6].
- 2021 — 🏆 Maykop International Film Festival — победитель в номинации «Специальный приз жюри»[7].

### Номинации
- 2018 — (REC) Russian Elementary Cinema — Финалист.
- 2018 — ZILANT International film festival — Финалист.
- 2018 — FESTPRO International Film Festival — Полуфиналист.
- 2018 — Near Nazareth Festival (NNF) — Полуфиналист.
- 2018 — Catharsis International Film and Video Festival — Полуфиналист.
- 2018 — Russian Film Festival — Участник.
- 2018 — IFOAC Progress — Участник.
- 2019 — EKO International Film Festival — Участник.
- 2019 — The Lift-Off Global Network First Time Filmmaker Sessions — Участник.
- 2019 — SVOBODA - International online Film Festival — Участник.
- 2019 — STRAIGHT-JACKET Guerrilla Film Festival — Участник.
- 2019 — Mozi Motion Film Festival — Участник.
- 2019 — London Lift-Off Film Festival Online — Участник.
- 2020 — The BeBop Channel Content Festival - Участник.
- 2020 — NIFF LONDON - New Indie Film Festival of London - Участник.
- 2020 — FLICKFAIR - Финалист.
- 2020 — South east Regional Film Festival - Полуфиналист.
- 2020 — MosFilmFest - Участник.
- 2020 — Lift-Off Sessions - Участник.
- 2021 — ESOTERIC International Film Festival - Участник.
- 2021 — Sochi Film Festival - Участник.
- 2021 — Kiev International Film Festival - Участник.
- 2021 — Feodosiya International Film Festival - Участник.
- 2021 — Love is in every heart International Film Festival - Участник.

## Релиз
Дата выхода в кинотеатральный прокат в России 22 апреля 2021 года .